# White (entreprise)
Pour les articles homonymes, voir White.
 (novembre 2023).
Si vous disposez d'ouvrages ou d'articles de référence ou si vous connaissez des sites web de qualité traitant du thème abordé ici, merci de compléter l'article en donnant les références utiles à sa vérifiabilité et en les liant à la section « Notes et références ».
White est un cabinet d'architecture basé à Göteborg en Suède. Il a notamment travaillé sur la Kista Science Tower ou sur le Stockholm Waterfront.